# Chùa Phật Lớn (Rạch Giá)
Chùa Phật Lớn là ngôi chùa lâu đời của Người Khmer có pháp danh WATUTTUNMÀNJEAY (Ut Đôn Men Chi) hiện tọa lạc tại số 151 đường Quang Trung, phường Vĩnh Quang, thành phố Rạch Giá, tỉnh Kiên Giang. Chùa đã được Bộ Văn hoá Thông tin (nay là Bộ Văn hoá Thể thao và Du lịch) công nhận là Di tích Lịch sử Văn hoá cấp Quốc gia vào ngày 28/12/2001.

## Kiến trúc và lịch sử
Chùa có diện tích khuôn viên rộng được xây dựng năm 1504 Dương lịch, Phật lịch 2047. Sau 3 lần di dời và được Bộ Văn hoá Thể thao và Du lịch chính thức trùng tu hoàn chỉnh vào năm 2011 cho đến nay. Chùa Phật Lớn được xem là niềm tự hào của người dân thành phố bởi lịch sử hình thành, quy mô kiến trúc độc đáo, gắn liền với những giá trị văn hoá truyền thống của đồng bào Khmer Tây nam bộ. Tham quan chùa Phật Lớn, du khách có thể cảm nhận được không gian thanh tịnh tuyệt vời cùng với những tiểu mục công trình kiến trúc đặc trưng truyền thống.
Chùa có kiến trúc theo kiểu cổ truyền chùa Khmer, các họa tiết hoa văn trang trí chính điện, giảng đường, cổng chùa, hàng rào...Với đường nét rất tinh xảo. Trong chùa có nhiều ngôi tháp cổ và nhiều cây cổ thụ hàng trăm năm tuổi rất hiếm có tại các ngôi chùa trong tỉnh. Đặc biệt là cây U Đàm.Trước Chính điện ngày nay có cây U Đàm (tiếng Khmer gọi là cây Ka Răng) cành lá xum xuê, tươi tốt.
Đối với người Khmer, ngôi chùa là không gian thiêng liêng duy nhất nên dù cuộc sống còn nhiều khó khăn nhưng bà con vẫn góp công, góp của xây dựng, trùng tu, sửa chữa ngôi chùa khá khang trang. Chùa có kiến trúc đặc sắc thể hiện rõ qua các mảng hoa văn trang trí, phù điêu, tượng phật, tất cả đều được sơn son thếp vàng: tượng Ma Ha Prưm bốn mặt, tượng các chim thần Ma Ha Krút, tượng nữ thần, rồng hổ phù, tượng mãnh thú, tượng khỉ,…
Tuy được nhiều lần trùng tu với sự đóng góp của phật tử, vẫn không chống chọi được sự phân huỷ của thời gian, ngôi chùa đã xuống cấp nghiêm trọng. Được sự quan tâm của Bộ Văn hoá, Thể thao và Du lịch, Cục Di sản Văn hoá, Tỉnh ủy, UBND tỉnh và các cấp, các ngành, di tích Chùa Phật Lớn được khởi công trùng tu, tôn tạo một số hạng mục như: chánh điện, hàng rào, sân,…với tổng mức đầu tư kinh phí 16 tỷ đồng bằng nguồn kinh phí chương trình mục tiêu Quốc gia.
Lịch sử hình thành của chùa gắn liền với lịch sử kháng chiến chống giặc ngoại xâm bảo vệ Tổ quốc của dân tộc ta. Lúc 17 giờ, ngày mùng 6 tháng 8 năm 1948, quân Pháp và bọn tay sai đã thảm sát 32 chiến sĩ cách mạng (bị Pháp bắt làm tù nhân giam ở khám lớn Rạch Giá đưa đến) tại hàng rào bên cạnh ngôi chính điện. Ngày nay, tại đây đã đặt bia tưởng niệm để ghi lòng, tạc dạ đối với 32 chiến sĩ cách mạng, đồng bài yêu nước đã hy sinh trong thời kì kháng chiến chống Pháp bảo vệ Tổ quốc.

## Văn hoá lễ hội
Chùa được xem là nơi sinh hoạt văn hoá tinh thần của cộng đồng người dân tộc Khmer phường Vĩnh Quang và các phường, xã lân cận. Vào các dịp lễ hội như Chôl - Chnăm - Thmây, lễ Sene Đôn - Ta, Óc - Om - Bok, hát Dù - Kê... Và các điệu múa Khmer truyền thống đã thu hút mọi người đến xem và cổ vũ.